# ASC De Volewijckers in het seizoen 1968/69
Het seizoen 1968/1969 was het 15e jaar in het bestaan van de Amsterdamse betaaldvoetbalclub De Volewijckers. De club kwam uit in de Eerste divisie en eindigde daarin, na een beslissingswedstrijd tegen Eindhoven, op de 15e plaats. Tevens deed de club mee aan het toernooi om de KNVB Beker, hierin werd in de tweede ronde verloren van Ajax (0–5).

## Wedstrijdstatistieken

### Eerste divisie
|       | Blauw-Wit | FC Den Bosch '67 | SC Cambuur | D.F.C. | Eindhoven | Elinkwijk | Haarlem | Helmond Sport | Heracles | HVC   | RBC   | RCH   | SVV   | Veendam | Vitesse | Wageningen | Willem II |
| ----- | --------- | ---------------- | ---------- | ------ | --------- | --------- | ------- | ------------- | -------- | ----- | ----- | ----- | ----- | ------- | ------- | ---------- | --------- |
| Thuis | 0 – 1     | 2 – 1            | 1 – 4      | 0 – 1  | 1 – 0     | 1 – 5     | 1 – 2   | 1 – 0         | 1 – 1    | 0 – 1 | 3 – 0 | 0 – 0 | 1 – 2 | 3 – 1   | 2 – 2   | 2 – 2      | 1 – 1     |
| Uit   | 0 – 0     | 1 – 1            | 1 – 1      | 0 – 1  | 2 – 2     | 3 – 2     | 2 – 1   | 3 – 2         | 2 – 0    | 1 – 1 | 2 – 1 | 0 – 2 | 4 – 2 | 0 – 2   | 1 – 1   | 1 – 1      | 0 – 1     |

### Beslissingswedstrijd
| Beslissingswedstrijd                                                                            | De Volewijckers | 1 – 0 (0 – 0) | Eindhoven |
| 8 juni 1969 Plaats: Arnhem Nieuw-Monnikenhuize Toeschouwers: 4.500 Scheidsrechter: Jef Dorpmans | Ben Verweij 47' |               |           |

### KNVB beker
| 1e ronde                                            | De Volewijckers                                                         | 1 – 0 (1 – 0) | Fortuna SC      |
| 15 september 1968 Plaats: Amsterdam Buiksloterbanne | Johan Engelsma 25'                                                      |               |                 |
| 2e ronde                                            | Ajax                                                                    | 5 – 0 (2 – 0) | De Volewijckers |
| 9 november 1968 Plaats: Amsterdam De Meer           | Sjaak Swart 23' Klaas Nuninga 36' Henk Groot 55' Johan Cruijff 60', 67' |               |                 |

## Statistieken De Volewijckers 1968/1969

### Eindstand De Volewijckers in de Nederlandse Eerste divisie 1968 / 1969
| Stand | Gespeeld | Gewonnen | Gelijk | Verloren | Punten | Doelpunten voor | Doelpunten tegen |
| ----- | -------- | -------- | ------ | -------- | ------ | --------------- | ---------------- |
| 15e   | 34       | 9        | 12     | 13       | 30     | 41              | 47               |

### Topscorers
| #      | Naam              | Goal |
| ------ | ----------------- | ---- |
| 1.     | Co Stout          | 10   |
| 2.     | Jan Boekestein    | 7    |
| 2.     | Tonny Coster      | 7    |
| 4.     | Cor Peil          | 5    |
| 5.     | Dries Boszhard    | 4    |
| 5.     | Jan Koppedraaijer | 4    |
| 7.     | Ben Verweij       | 2    |
| 8.     | Toon den Boer     | 1    |
| 8.     | Hennie Heerland   | 1    |
| Totaal | Totaal            | 41   |

| #      | Naam        | Goal |
| ------ | ----------- | ---- |
| 1.     | Ben Verweij | 1    |
| Totaal | Totaal      | 1    |

| #      | Naam           | Goal |
| ------ | -------------- | ---- |
| 1.     | Johan Engelsma | 1    |
| Totaal | Totaal         | 1    |

## Voetnoten
Blauw-Wit ·
FC Den Bosch '67 ·
Cambuur ·
D.F.C. ·
Eindhoven ·
Elinkwijk ·
Haarlem ·
Helmond Sport ·
Heracles ·
HVC ·
RBC ·
RCH ·
SVV ·
Veendam ·
Vitesse ·
De Volewijckers ·
Wageningen ·
Willem II